# Clannad (visuele roman)
Clannad (クラナド, Kuranado) is een visuele roman die is ontwikkeld door de Japanse studio Key. Het computerspel voor Windows is uitgebracht op 28 april 2004. Het spel is, in tegenstelling tot eerdere titels van Key, ontworpen voor alle leeftijden. Het computerspel werd na uitgave het bestverkochte pc-spel van 2004 in Japan.
Er zijn meerdere bewerkingen van Clannad uitgebracht, waaronder vier mangaseries, een animefilm, gevolgd door nog twee televisieseries, light novels, muziekalbums en artbooks.
In de spin-off Tomoyo After: It's a Wonderful Life uit 2005 draait het verhaal om Tomoyo Sakagami, een van de hoofdpersonages.

## Plot
Het spel draait om de vijf protagonisten Tomoyo, Kotomi, Kyou, Fuko en Nagisa. Het verhaal speelt zich af vanuit het perspectief van Tomoya Okazaki, een derdejaars op een middelbare school in Japan. Na het overlijden van zijn moeder na een auto-ongeluk, grijpt zijn vader naar de fles en begint met gokken. Vanaf dat punt verslechtert het contact tussen de twee, en Tomoya heeft nog weinig over voor zijn school en toekomst.
Op een dag ontmoet Tomoya een meisje, Nagisa Furukawa. Ze doet een schooljaar over en voelt zich alleen omdat haar vriendinnen een klas verder zijn. Tomoya en Nagisa gaan vaker met elkaar om. Tomoya merkt dat zijn leven een positieve draai krijgt.
In After Story, het tweede deel van het verhaal, zijn Tomoya en Nagisa getrouwd. Tomoya heeft het vooral zwaar met de ziekte van Nagisa, die ook hun dochtertje Ushio treft. Ushio komt in de winter te overlijden. Tomoya droomt regelmatig over een sombere en bleke wereld, zonder enig teken van leven. Dan blijkt er een meisje in zijn dromen voor te komen. Zij vertelt hem dat hij nog een kans heeft om Nagisa van de dood te redden.

## Gameplay

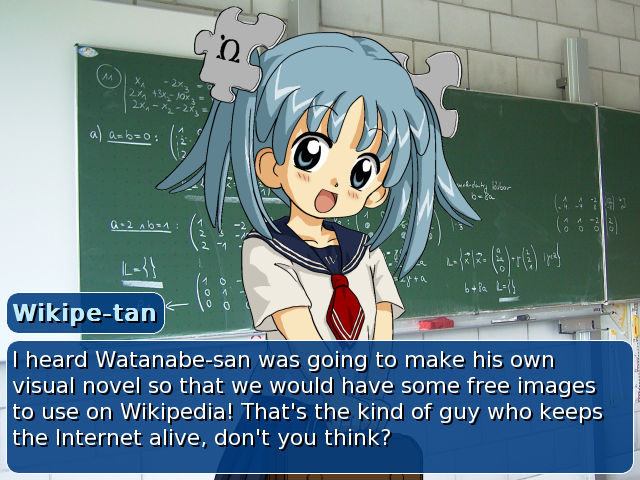
Een typische visuele roman met een personage en een dialoogvak.

Het spel volgt een lineaire actie met vooraf bepaalde gebeurtenissen en interacties. De speler volgt grotendeels de dialogen tussen de personages en het innerlijke monoloog van de protagonist. Op bepaalde momenten komt de speler op een beslissingsmoment waarop hij acties kan nemen die het spel in een bepaalde richting sturen. Hierdoor zijn er in totaal zes verschillende verhaallijnen aanwezig.

## Platforms
Het spel is geporteerd naar meerdere spelconsoles:
- 2004: Windows
- 2006: PlayStation 2
- 2008: PlayStation Portable, Xbox 360
- 2011: PlayStation 3
- 2014: PlayStation Vita
- 2018: PlayStation 4
- 2019: Nintendo Switch

## Varia
Schrijver Jun Maeda dacht dat Clannad in het Iers 'clan' of 'familie' betekent, en betrekking zou hebben op de familiebanden van de hoofdpersonages.